# Лі Ґрант
Леонара Елізабет Ґрант (англ. Leonara Elizabeth Grant) MBE (3 серпня 1931 – 22 липня 2016), професійно відома як Лі Ґрант або Міс Лі Ґрант, була новозеландською акторкою та співачкою англійського походження.
Народжена в Каршалтоні, графство Суррей, Англія, 3 серпня 1931 року, Ґрант переїхала до Нової Зеландії в 1960-х роках і стала натуралізованою громадянкою Нової Зеландії у грудні 1980 року. Вона була найбільш відома як театральна актриса в Окленді з 1960-х років — її особливо пов'язували з театром Мерк'юрі — але також з'являлася з Шиком Літтлвудом у виставах кабаре та в першому телевізійному ситкомі Нової Зеландії, Buck House, у 1974 році. Її виступи в кіно включали «Пробний забіг» (1984) з Енні Віттл у головній ролі та «Прибуття у вівторок» (1986).
Ґрант також була співачкою, хоча вона страждала від періодичних проблем з горлом і перенесла невелику операцію на горлі в 1969 році. Вона з'являлася в мюзиклах на Mercury, включаючи постановку 1975 року «Джозеф і дивовижний кольоровий плащ мрії»  та в ролі Велми Келлі в мюзиклі Чикаго.
Крім співу та акторської майстерності, Ґрант зробила хореографічну кар'єру і отримала грант у розмірі 4000 доларів США від Ради мистецтв на навчальну поїздку до Канади.
У 1991 році на честь Дня народження королеви Ґрант отримала нагороду члена ордена Британської імперії за заслуги в театральній галузі.
У 1994 році вона переїхала до Перта, Західна Австралія, але кілька разів поверталася до Нової Зеландії, щоб з'являтися на сцені або в телевізійних постановках, зокрема у виставі «Три високі жінки» Оклендської театральної компанії у 1996 році та в телевізійній драмі «Вугільне обличчя» в 1997 році, під час якої вона отримала травму і згодом потребувала заміни кульшового суглоба.
Ґрант померла у Перті 22 липня 2016 року у віці 84 років. 